# Liên đoàn bóng đá Belarus
Liên đoàn bóng đá Belarus (tiếng Belarus: Беларуская федэрацыя футбола) là tổ chức quản lý, điều hành các hoạt động bóng đá ở Belarus. Liên đoàn quản lý đội tuyển bóng đá quốc gia nam và nữ, tổ chức các giải bóng đá như vô địch quốc gia và cúp quốc gia. Liên đoàn bóng đá Belarus gia nhập FIFA năm 1992 và UEFA năm 1993.